# 이멜만 반전

이멜만반전의 개략적인 그림.
1. 수평 비행을 하다가
2. 반 공중제비를 돌고
3. 다시 수평을 잡기 위해 180도 회전한다.

이멜만 반전(Immelmann turn)은 매우 다른 두 비행 기동법과 관련이 있다. 오늘날 단순히 이멜만이라고 부르는 기동은 제1차 세계 대전의 독일의 에이스 조종사 막스 이멜만과 아무 관련이 없다.

## 곡예 비행
현대 곡예 비행에서 이멜만 반전은 비행 기동이며, 실제 전투에서는 매우 적게 사용되었다. 또한 이 기동은 제1차 세계 대전에서 사용된 원래 공중전 기술과 다른 기동이다. 기본적으로는 반 공중제비를 돌면서 반으로 기체를 회전하는 것을 의미한다.
이멜만 반전을 성공적으로 수행하기 위해서는 조종사가 공중제비를 돌 수 있을 만큼 충분한 항속까지 가속을 해야 한다. 그런다음 상승하도록 기수를 든다. 완전한 상승이 시작될 때까지 방향타와 보조익은 지상에서 볼 때 수평을 유지해야 한다. 기체가 상승 시작 지점을 지나면 반 공중제비를 돌게 된다. 고도 손실 없이 자세를 회복하려면 충분한 항속이 유지되어야 하며, 공중제비의 최고점에서 조종사는 기체 자세를 똑바로 되돌리기 위해 반바퀴 회전을 한다. 결과적으로 기체는 진행 방향이 180도 바뀌며, 더 높은 고도에서 비행하게 된다.
엔진 출력이 부족하거나 엔진이 반전 비행에 적합하지 않게 설계(보통 피스톤 기관은 열린 크랭크실이기 때문에)되었기 때문에 이 기동을 수행할 수 없다는 비행기가 몇몇 있다는 점이 압박이 될 수 있다.
이멜만 반전은 에어쇼에서 가장 보편적으로 사용됨에 따라 세계에서 가장 인기있는 곡예 비행 기동이 되었다. 그러나 이 기동은 현대 전투기가 추력이 좋아 수평 비행에서 수직 기동으로 빠른 전환과 지속적인 비행을 할 수 있으며, 느린 표적은 공대공 미사일로 공격받기 쉽기 때문에 현대 공중전에서는 잘 사용되지 않고 있다.

## 역사상의 전투 기동
어떤 방식이로든 제1차 세계 대전에서 이멜만 반전은 매우 세련되지 못한 기동이었다. 공격 기동은 아마도 막스 이멜만에 의해 시작되었으며, 사용됐을 것이다. 그리고 이 기동은 다른 제1차 세계 대전의 전투기 조종사들이 사용했다. 적에게 급강하 공격을 수행한 뒤 공격기는 적기의 뒤쪽에서 급상승을 하고 실속 전에 방향타를 한 쪽으로 최대로 밟는다. 이 기동으로 조종사의 기체가 적기를 내려보면서 고속으로 급강하를 할 수 있다. 물론 이 기동은 저속 비행에서 정밀한 기체 조종이 필요하기 때문에 수행하기 까다롭다. 조종사의 연습과 재량으로 이 기동은 공격 기체가 원하는 방향으로 강하할 수 있게 위치를 다시 잡을 때 사용할 수 있다. 현대 기동에서 급상승 반전과 해머 헤드(Hammer-head turn)가 이멜만반전과 많은 관련이 있다.
실제 전술에서 이멜만 반전은 상승 끄트머리에 거의 움직이지 않는 듯 보이기 때문에 공격 표적이 되어 1917, 18년에 이미 인기 없게 되었다. 제2차 세계 대전에서는 호위 없는 폭격기를 공격할 때 폭격기의 방어 총좌가 미치지 않는 곳으로 폭격기를 상승하여 공격할 때 사용하였다.

## 대중 문화속의 이멜만 반전
아래의 매체에서 이멜만 반전이 언급되었다.
- 가수 알 스튜어트가 2005년에 발매한 앨범 A Beach full of shells에 Immelmann turn이라는 곡이 있다.
- 애니메이션 라스트 엑자일의 디오 에라클리아는 주인공 클라우스 베르카가 이멜만반전을 한 것을 본 뒤 이멜만이라는 별명을 붙여주었다.
- 영화 블루 썬더(1983)의 절정에서 주인공 프랭크 머피(로이 샤이더)가 숙적 코크란 대령(말콤 맥도웰)을 제거하기 위해 주인공이 탄 헬리콥터로 이멜만반전을 한다.

## 참고
- (영어) 이멜만 반전